# جنبش ملی الحکما
جنبش ملی‌الحکما (به عربی: تيار الحكمة الوطني) : یک ائتلاف انتخاباتی، به رهبری سید عمار حکیم بود. این ائتلاف انتخاباتی به منظور شرکت در انتخابات مجلس عراق در سال ۲۰۱۸ میلادی شکل گرفت. این ائتلاف در انتخابات مجلس عراق موفق به کسب ۲۲ کرسی از ۳۲۹ کرسی مجلس عراق شد.
عمار حکیم معتقد است که سیستم حکومتی غیر متمرکز بهترین گزینه برای حل بسیاری از مشکلات از جمله فساد اداری، عقب‌ماندگی سیستم مدیریتی و بیکاری شدید در عراق است. از دیدگاه او، فدرالیسم گزینه‌ای نیست که آن را بپذیریم یا با آن مخالفت کنیم بلکه یک حقیقت در قانون اساسی کشور است. اما در عین حال باید اختیارات دولت مرکزی مورد احترام قرار گیرد تا یک دولت قدرتمند در کشور حاکم باشد. حکیم معتقد است سیاست تخریب دیگران که از سوی برخی از طرف‌های سیاسی در عراق پیگیری می‌شود به نفع هیچ‌کس نیست. عمارحکیم نزد شیعیان خاصه مردم جنوب عراق محبوبیت و مطلوبیتی خاص دارد و به لحاظ خط‌‌مشی عقلایی درحوزۀ دین و سیاست همواره با اقبال مردم مواجه بوده و بخش قابل تأملی از آرای انتخاباتی عراق را به خود اختصاص داده‌است.

## ویژگی‌های فعلی
- اصل: اعتقاد به تعامل تمام اقشار مردم عراق با یکدیگر.
- ملی: اهمیت به حقوق تمام اجزایِ این گفتمان.
- تاریخی: سابقه‌ای طولانی و تلاش برای زدودن فساد‌.
- استقلال: مستقل بودن جریان و ائتلاف.
- جوانان: جنبش الحکما جنبش جوانان و فعال کردن آن‌ها را برای نفوذ در تصمیم‌گیری‌های سیاسی مد نظر دارد.
- زنان توانمند: در حال حاضر نیمی از جامعه زنان هستند و مستعد و قابل توانمند شدن هستند.
- شرکت‌ها: کار کردن با هر کس به منظور توسعه یک جریان عقلی به نهادهای سیاسی در جهان است.
- عدم تمرکز قدرت و توزیع عادلانه: معتقد است توزیع این قدرت به فعالیت استان‌ها بستگی دارد.
- خدمات: کسی که می‌خواهد وارد تاریخ یا بهشت شود باید به مردم خدمت کند.[۴]

## بخش زمان
- نظر نخبگان:
- نیاز به آرامش
- زنان در توسعه
- توسعۀ رسانه‌ها
- روابط عمومی

## رسانه
جنبش ملی الحکما وجود رسانه‌های برجسته (عراق) در همۀ سطوح است. در جهان از تلویزیون ماهواره‌ای کانال به یک (کانال فرات) و یک کانال ماهواره‌ای پخش به جهان عرب و اروپا و آمریکا.

## فعالیت‌ها
جریان ملی الحکما علاوه بر فعالیت‌های سیاسی، به انجام فعالیت‌های دیگری از جمله فعالیت‌های زیر می‌پردازد:

### فعالیت‌های آموزشی
پشتیبانی از زمان فعالیت‌های آموزشی در مدارس و دانشگاه‌های عراق از طریق برقراری سمینارها و همایش‌ها.

### فعالیت‌های ورزشی
پشتیبانی از بسیاری از فعالیت‌های ورزشی مانند بازی‌های فصلی به ویژه بازیگران عراق برای مردم.